# Bindweefsel

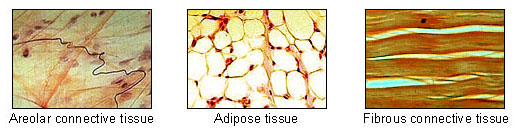
Soorten bindweefsel met Engelse benaming

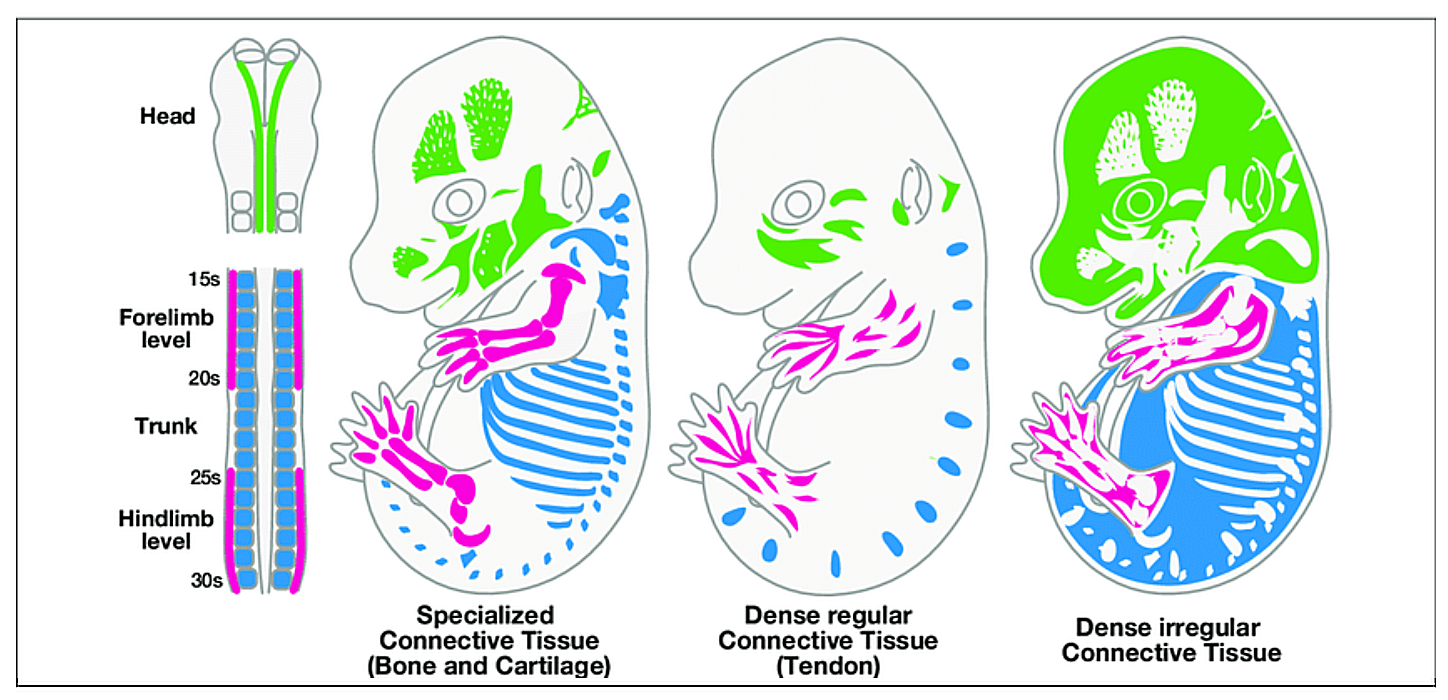
Classificatie van de verschillende soorten bindweefsels in een 14,5 dag oud embryo van de muis. bone=bot, cartilage=kraakbeen, tendon=pees

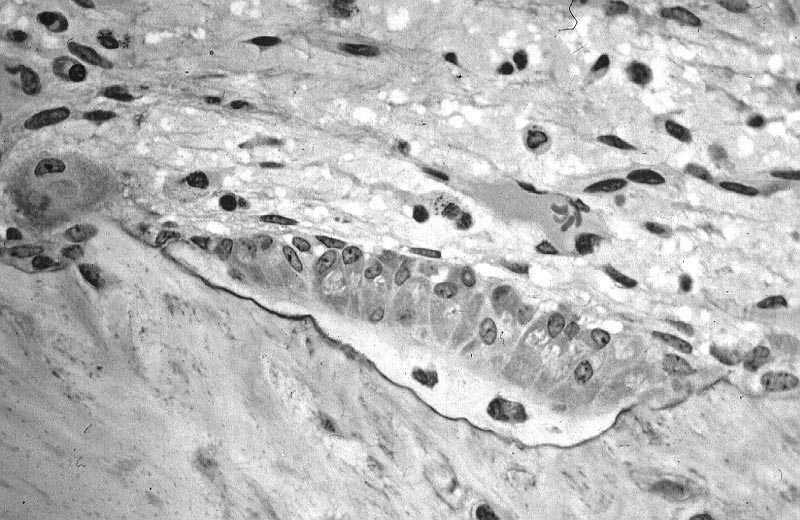
Afbeelding met meerdere osteoblasten. In de TEM-afbeelding kan de door de osteoblasten gesynthetiseerde osteoïd duidelijk worden gezien als een heldere zone (zwarte grenslijn) met twee ingebedde osteocyten, scherp afgebakend in de richting van de gemineraliseerde botmatrix.

Bindweefsel is een van de vier hoofdtypen van weefsels. De andere typen zijn epitheel, zenuwweefsel en spierweefsel. Het heeft vaak een ondersteunende, dan wel verzorgende functie. Bindweefsel beschermt de organen en bepaalt hun vorm. De onderlinge beweeglijkheid van de organen wordt er door verzorgd. Bindweefsel vormt ook de weg waarlangs bloedvaten en zenuwen naar de organen worden geleid; de meest verbindende van alle bindweefselfuncties. Deze weefsels ontstaan uit mesoderm dat tijdens de embryonale ontwikkeling bij de gastrulatie ontstaat.
Een belangrijk gemeenschappelijk kenmerk waarin de bindweefsels zich onderscheiden van de andere weefsels is het feit dat ze bestaan uit gespecialiseerde cellen die liggen ingebed in grote hoeveelheden tussencelstof of extracellulaire matrix in de intercellulaire ruimte. De cellen staan hooguit via dunne uitlopers of soms in het geheel niet in direct contact met elkaar. Het zijn de verschillen in eigenschappen van de matrix die in belangrijke mate het functionele verschil tussen de diverse bindweefsels bepalen. 

## Bindweefselmatrix
De extracellulaire matrix bestaat uit een amorfe component en de bindweefselvezels. De amorfe component (= de grondsubstantie) verschilt tussen de verschillende bindweefsels en bestaat uit een gel van proteoglycanen, koolhydraat (glycosaminoglycanen) en eiwitmoleculen (glycoproteïnen) waarin de vezels liggen ingebed. De aard van de matrix kan variëren van bijna of geheel vloeibaar (bloed en losmazig bindweefsel) tot zeer stevig en compact (bot en kraakbeen). 
De samenstelling van de matrix staat in rechtstreeks verband met de mechanische eigenschappen van het desbetreffende bindweefsel, maar ook met de mate waarin bepaalde moleculen (voedings- en afvalstoffen, maar ook allerlei signaalstoffen) door het bindweefsel kunnen diffunderen.

## Typen vezels
Het bindweefsel bestaat in verhouding uit weinig cellen, met ertussen een extracellulaire (buiten de cel) substantie van niet-levende, draadachtige vezels. De bindweefselvezels kunnen worden ingedeeld in drie typen:
1. Collagene vezels bestaan uit het eiwit collageen. De trekvastheid van dit type vezels is vergelijkbaar met die van staal. De vezels zorgen dat het bindweefsel niet oneindig kan worden uitgerekt en daardoor behoudt het lichaam zijn vorm.
2. Reticulaire vezels zijn een variant op de collagene vezels. Ze komen vooral voor in combinatie met reticulumcellen. Deze fijne vezels verlenen ondersteuning aan de beenmergcellen en veel organen. Vooral in de lymfeorganen milt en lymfeklieren zijn ze talrijk.
3. Elastische vezels zijn dunner en heel elastisch. Met al hun vertakkingen vormen ze een heel netwerk. Deze vezels komen bijvoorbeeld voor in wanden van bloedvaten, omdat die juist heel rekbaar moeten zijn.

## Soorten bindweefsel
Bindweefsels worden in vier klasses ingedeeld op basis van de samenstelling van de vezels en de extracellulaire matrix. De klasses zijn elementair bindweefsel, kraakbeen, botweefsel en de vloeibare bindweefsels.

### Elementair bindweefsel
Het elementair bindweefsel omvatten alle bindweefsels behalve botweefsel, kraakbeen en de vloeibare bindweefsels (zoals bloed). Elementair bindweefsel wordt opgedeeld in twee subklasses: dicht bindweefsel en losmazig bindweefsel. Het belangrijkste celtype in elementair bindweefsel is de fibrocyt. 
losmazig bindweefsel is meestal eenvoudig te vervormen en heeft weinig weerstand tegen rek. Het heeft vaak een ondersteunende functie voor andere weefsels. Tot het losmazig bindweefsel rekenen we onder andere vetweefsel en reticulair bindweefsel. Reticulair bindweefsel wordt gevormd door een netwerk van reticulaire vezels. Het netwerk ondersteunt organen, zoals het beenmerg, lymfeknopen, milt en nieren. Soms wordt het vetweefsel tot een zelfstandige klasse bindweefsel gerekend. Het belangrijkste celtype in vetweefsel is niet de fibrocyt maar de adipocyt.

Straf bindweefsel (ook wel dicht bindweefsel (anglicisme) of vormvast bindweefsel) wordt onderverdeeld in drie typen: straf regelmatig bindweefsel, straf onregelmatig bindweefsel en elastisch bindweefsel. Straf regelmatig bindweefsel bestaat uit dicht opeengepakte bundels collageenvezels die in dezelfde richting lopen, parallel aan de richting van de trekkrachten. Door deze schikking is dit witgekleurde bindweefsel in staat grote trekkrachten op te vangen. We vinden het daarom vooral terug in pezen. Straf onregelmatig bindweefsel bestaat net als regelmatig bindweefsel ook uit veel collageenvezels, maar deze lopen niet parallel aan elkaar. De vezels lopen in verschillende vlakken. In het lichaam komt het voor in de dermis en het vormt de sterke verbindingen van gewrichtskapsels. Elastisch bindweefsel bestaat uit dicht opeengepakte elastinevezels. Dit bindweefsel bevindt zich vooral rondom organen die flink uitgerekt moeten kunnen worden, maar daarna weer hun oude vorm moeten aannemen, zoals de longen en grote slagaders. Ook in de gewrichtsligamenten die twee botdelen met elkaar verbinden kom je elastisch bindweefsel tegen.

### Kraakbeen

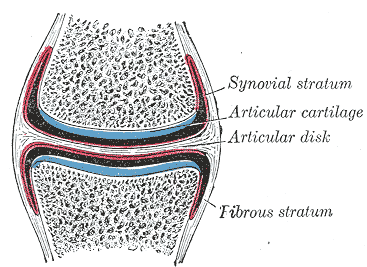
Articulair kraakbeen is een speciale vorm van hyalien kraanbeen dat aangetroffen wordt op de uiteindes van botten.

Kraakbeen is een vorm van bindweefsel met een elastisch karakter. Er zijn drie soorten kraakbeen: hyalien kraakbeen, fibreus kraakbeen en elastisch kraakbeen. Kraakbeen wordt gekenmerkt door chondroblasten die een gelachtige extracellulaire matrix produceren. Afhankelijk van het subtype bevat kraakbeen veel collageenvezels of juist meer elastische vezels. Hyalien kraakbeen is het meest voorkomende type en vormt kussentjes die goed druk kunnen opvangen. Het bedekt de gewrichtsoppervlakken zodat de druk wordt opgevangen en de wrijving wordt verminderd. op deze plekken wordt het kraakbeen articulair kraakbeen genoemd. Ook komt hyalien kraakbeen voor in de neus, de kraakbeenringen van de trachea en de larynx. Elastisch kraakbeen lijkt erg op hyalien kraakbeen, maar bevat meer elastische vezels. Dit type vormt onder andere het "skelet" van het externe oor en de epiglottis, maar komt ook voor in de wand van de kleine bronchiën. Fibreus kraakbeen (vezelig kraakbeen) bestaat uit rijen chondrocyten die afgewisseld worden met collageenvezels. Het komt voor op plaatsen waar er een sterke ondersteuning en weerstand tegen hoge drukkrachten nodig is. Dit zijn plaatsen zoals tussenwervelschijven, de symfyse van de schaambeenderen, kaak- en kniegewricht en aanhechtingen van pezen aan bot.

### Botweefsel
Botweefsel of beenweefsel vormt de basis van het skelet. Het is drukbestendig en kan grote trekkrachten weerstaan. Het is opgebouwd uit trekvaste collageenvezels en kalkzouten (60%) die voor de verharding van het matrix zorgen. Er zijn twee typen botweefsel: Compact bot dat de buitenzijde van de botten vormt en spongieus bot dat we binnen in de botten aantreffen. Osteoblasten produceren het organische deel van de matrix en vervolgens slaat er calciumhydroxyapatiet neer tussen de vezels. Volwassen botcellen, de osteocyten verblijven in lacunae in de matrix.

### Vloeibaar bindweefsel
Vloeibare bindweefsels zijn de bindweefsels met een vloeibare extracellulaire matrix. Het gaat hier om bloed en lymfe. Bloed en lymfe zijn als bindweefsel bijzonder door hun intercellulaire vloeistof, die niet is gemaakt door de bloedcellen. Door hun vloeibare staat kunnen deze weefsels door het lichaam rondstromen en er op die manier voor zorgen dat bepaalde weefsels in het lichaam kunnen communiceren door signaalstoffen als hormonen te vervoeren.

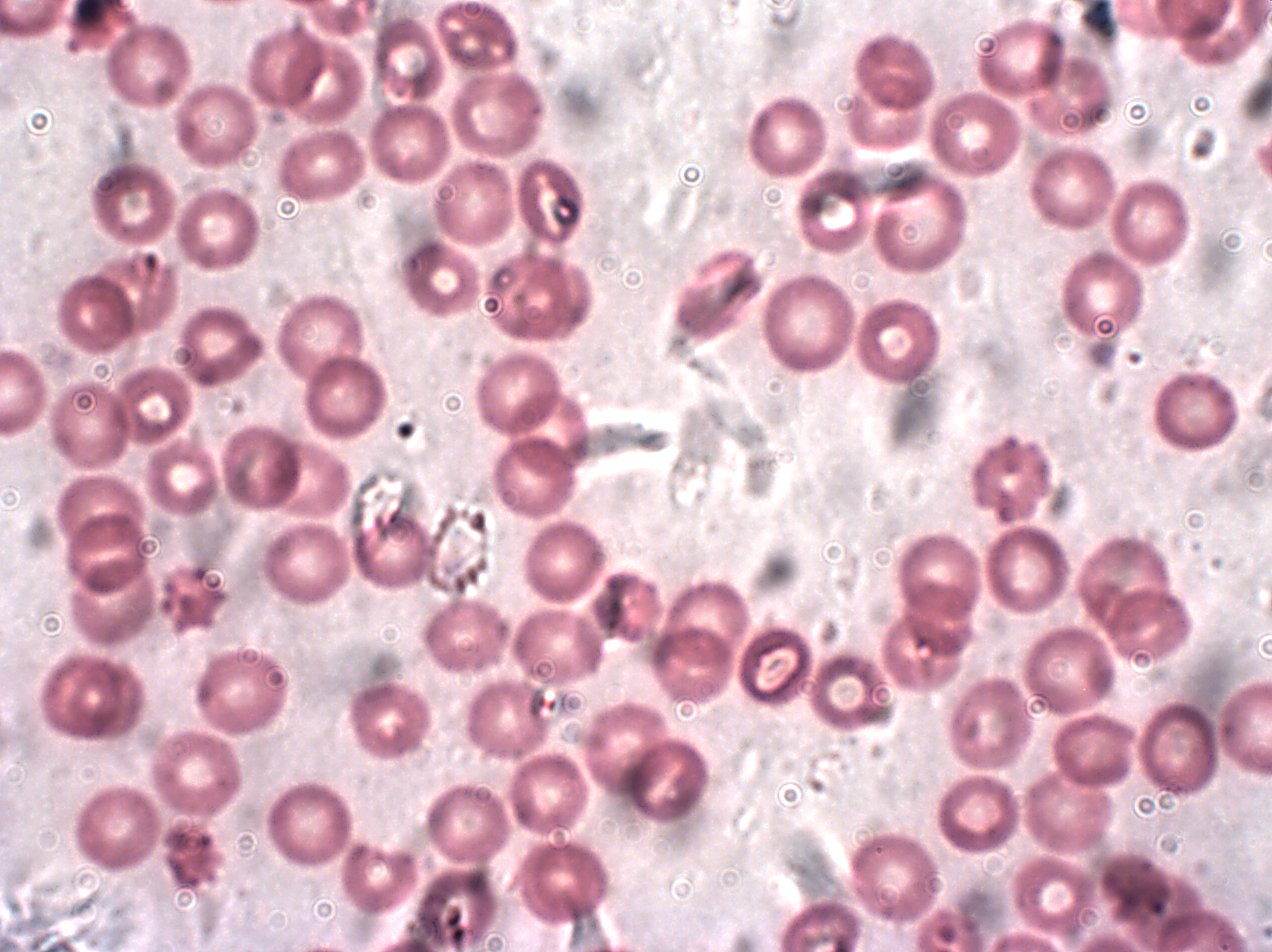
Bloed heeft een vloeibare extracellulaire matrix die niet door de bloedcellen zelf wordt aangemaakt.